# Yūwakusha
Pour plus de détails, voir Fiche technique et Distribution.
Yūwakusha (誘惑者) est un film japonais réalisé par Shun'ichi Nagasaki, sorti en 1989.

## Synopsis
Un psychiatre, sa secrétaire et un patient forme un triangle amoureux. Tout se complique car le patient est atteint de trouble dissociatif de l'identité.

## Fiche technique
- Titre : Yūwakusha
- Titre original : 誘惑者
- Réalisation : Shun'ichi Nagasaki
- Scénario : Shun'ichi Nagasaki, Goro Nakajima et Tomoko Ogawa
- Musique : Satoshi Kadokura
- Photographie : Makoto Watanabe
- Montage : Yoshiyuki Okuhara
- Production : Toshiro Kamata, Shin'ya Kawai et Kei Sasaki
- Société de production : Black Box, Cinemahout, Fuji Television Network, Herald Ace et Nippon Herald Films
- Pays de production :  Japon
- Genre : Drame, romance
- Durée : 109 minutes
- Date de sortie : 
  - Japon : 29 octobre 1989

## Distribution
- Kumiko Akiyoshi : Miyako Shinohara
- Masao Kusakari : Kazuhiko Sotomura
- Kiwako Harada : Harumi Yoshii
- Tsutomu Isobe : Hiraide
- Takashi Naitō : Shinbori
- Junkichi Orimoto : le responsable du parking
- Renji Ishibashi : Tsuburagi
- Tomoko Ōtakara : la fille à vélo
- Akio Kaneda : Noda
- Kiyoshi Kurosawa : le bibliothécaire
- Meika Seri : Kubo

## Distinctions
Le film a remporté le prix d'argent et le prix FIPRESCI au Festival international du film de Tokyo 1989.